# Carles Cortés i Orts
|  | Aquest article tracta sobre l'escriptor valencià. Vegeu-ne altres significats a «Carles Cortés i Martínez». |

Carles Cortés i Orts (Alcoi, 1968), doctor en Filologia catalana, és professor de literatura a la Universitat d'Alacant i membre dels grups de recerca de Literatura Contemporània i d'Estudis Transversals. Ha col·laborat també en el llibre de relats eròtics Directe al gra (Brosquil, 2007), amb els autors Sebastià Alzamora, Julià de Jòdar i Isabel-Clara Simó. Com a investigador, ha publicat diversos estudis sobre Mercè Rodoreda i altres autores catalanes contemporànies. Així, és autor d'antologies de relats d'escriptores com ara Isabel-Clara Simó, Maria Mercè Roca, Carme Riera, Maria Antònia Oliver o Víctor Català. També és autor de la biografia del pintor Antoni Miró (Vull ser pintor! Edicions Tres i Quatre, 2005).
Va iniciar la seua trajectòria literària com a autor de relats breus. Ha publicat les novel·les: 
- Veu de dona (Columna Edicions, 2001), amb la qual va guanyar el premi 25 d'abril de Benissa (2000)
- Marta dibuixa ponts (Brosquil, 2003), premi Ciutat de Sagunt
- Els silencis de Maria (Brosquil, 2008)
- Sara, la dona sense atributs, Premi de Literatura Eròtica de la Vall d'Albaida 2009 (Bromera, 2010).

Com a dramaturg, ha estrenat els muntatges:
- Veu de dona (Saineters Arxivat 2014-11-04 a Wayback Machine., 2005)
- Fets de rei (Sa Butaca Teatre d'Alcúdia, 2008)
- Silencis (Companyia Ferroviària d'Arts Escèniques Arxivat 2010-11-07 a Wayback Machine., 2009).

En l'actualitat, col·labora en l'adaptació fílmica de la seua novel·la Marta dibuixa ponts (Gnomon Produccions).